# Egyptische doornstaartagame
De Egyptische doornstaartagame (Uromastyx aegyptia) is een hagedis uit de familie agamen (Agamidae). De Egyptische doornstaartagame is een van de grootste leden van het geslacht Uromastyx, met een gemiddelde lengte van 76 cm voor de mannetjes. 
De soort komt voor in Egypte, ten oosten van de Nijl, Israël, Syrië, Jordanië, het Arabisch Schiereiland, Irak en Iran. De verspreiding is fragmentarisch en in de meeste delen van het verspreidingsgebied is de Egyptische doornstaartagame zeldzaam. Er wordt aangenomen dat de afname het gevolg is van habitatverlies. De hagedis leeft in open, vlakke, rotsachtige gebieden op hoogtes tot 1500 meter boven zeeniveau. 
Er worden drie ondersoorten onderscheiden:
- Uromastyx aegyptia aegyptia (Forsskål, 1775)
- Uromastyx aegyptia leptieni (Wilms & Böhme, 2000)
- Uromastyx aegyptia microlepis (Blanford, 1874)